# 苯並噁唑
苯並噁唑是一种芳香有机化合物，分子式为C7H5NO，结构为与苯环并合的噁唑，气味类似于吡啶。虽然苯并噁唑本身的实用价值不大，但是许多衍生物有很大商业价值。
因为苯並噁唑是杂环化合物，它可以用作合成通常具有生物活性的更大结构的起始材料。它的芳香性使其相对稳定，虽然它是杂环，但它有一些反应位点可以进行官能化。

## 出现与应用
苯並噁唑存在于药物的化学结构中，例如氟诺洛芬（flunoxaprofen）。苯并噁唑衍生物也可用作洗衣液中的荧光增白剂。苯并恶唑属于为人熟知的抗真菌剂，具有抗氧化、抗过敏、抗肿瘤和抗寄生虫作用。

4,4'-(E)-双(苯并噁唑基)二苯基乙烯能发出很强的荧光，其衍生物可用作荧光增白剂
2,5-双(苯并噁唑-2-基)噻吩也能发出很强的荧光，其衍生物用作（洗衣液裏的）荧光增白剂